# Tsugumi Ōba
Tsugumi Ōba (大場つぐみ Ōba Tsugumi?) es un escritor de manga. Se sospecha que "Tsugumi Ohba" es solo el seudónimo de un autor reconocido. Algunos trabajos bajo dicho nombre incluyen la serie manga Death Note, Bakuman y Platinum End (trabajos que hizo junto a Takeshi Obata).
Se cree que el pseudónimo Tsugumi Ohba pertenece a Hiroshi Gamou, conocido por la serie manga Tottemo! Luckyman que fue llevada adaptada a una versión anime en los años 1990.
Otro rumor entre la comunidad japonesa de manga identifica el seudónimo con Yuko Asami, una artista de Shonen Jump responsable de títulos como "Wild Half", "Romancers" y "Jump Run". Se presume que "Death Note" pueda tratarse de su primer trabajo escrito, razón por la que se cree utilizó el seudónimo de Tsugumi Ohba.
También se especula que el personaje "L" de la serie Death Note está basado en la personalidad misma de Ohba, especialmente por el uso de un alias (lo que se presume hace Ohba), no haber sido visto en público, y por algunos datos que este ha dado y que se han visto en el personaje, como lo es el ser amante de los snacks, pensar día y noche sobre cosas, y sentarse de manera extraña en sillas (sentado en cunclillas sosteniendo sus rodillas).
Es probable que el avatar que este utiliza en sus comunicados de prensa demuestren que en realidad se trata de una mujer. En todos los comunicados de Ohba hacia sus fanáticos de Death Note utiliza una pequeña imagen que muestra la silueta de una mujer sosteniendo una manzana con la mano derecha. 
En el perfil de las novelas gráficas de VIZ presentan a Tsugumi Ohba como:
- Tsuyomi Jasushi.
- Nacido en Tokio.
- Pasatiempos: Coleccionar tazas de té.
- Día y noche desarrolla tramas para manga mientras sostiene sus rodillas en una silla.

## Curiosidades del autor
- Se dice que Tsugumi Ohba (大場 つぐみ), puede ser por un lado Yuko Asami (浅美 裕子) y Yumi Hotta (堀田 由美) siendo la misma persona por las cuestiones mencionadas a continuación, o Hiroshi Gamou, autor del manga Tottemo! Luckyman, manga que cosechó un gran éxito allá en los años 90.

Uno de los seudónimos de L era Ryuga Hideki, nombre de un actor famoso. Al mismo tiempo Yumi Hotta es el nombre de una actriz, cantante y presentadora de TV bastante reconocida en Tokio, ciudad natal de Tsugumi. 
Pero el hecho es que no es tan fácil que Yumi Hotta sea también Tsugumi Ohba y Yuko Asami. Ya que Yumi Hotta nació el 15 de octubre de 1957. Yuko Asami el 22 de diciembre de 1966. Así que, por lo pronto, habría que descartar que compartan esa triple personalidad. O bien Tsugumi Ohba no trabajó con Takeshi en Hikaru no Go, o Tsugumi Ohba no es Yuko Asami. 
Con respecto a Tsugumi Ohba (大場 つぐみ?), el nombre de pila, en este caso "Tsugumi", se escribe en hiragana, mas no en kanji, lo cual es muy extraño, ya que en las leyes de Japón con respecto a los nombres, es inusual el uso de fonemas como en este caso, pues se podrían utilizar los ideogramas siguientes: Tsugumi (女優?), aunque también podría descartarse este seudónimo, ya que su uso es más frecuente en mujeres, y muy escasamente en hombres, lo cual supondría que Tsugumi Ohba podría ser mujer y no hombre (aunque cabe la posibilidad de que el uso de un seudónimo comúnmente femenino podría ser una distracción hacia la atención de su género real).
Por otra parte, aunque ya se sospechaba durante la publicación Death Note, con la nueva obra conjunta con Takeshi Obata, Bakuman, del mismo dúo creador de Death Note, todo encaja a la posibilidad que Tsugumi Ōba sea Hiroshi Gamou, autor del exitoso manga de la Shonen Jump, Tottemo! Luckyman, debido a las pequeñas pero obvias pistas y detalles que aparecen en el manga (como varias Shonen Jumps con la misma portada del número en que se estrenó Luckyman, o mangas donde se puede reconocer el título del manga en la portada) similitud entre algunos neemu de ambos mangas, comentarios del autor en varios sitios, y por el enorme parecido que hay entre su serie y la serie ficticia del tío mangaka del protagonista, donde trata de superhéroes con un estilo de dibujo simple, y la mayoría de los personajes asemejando las mismas características que los personajes de Tottemo! Luckyman. Como otra curiosidad, si se cubre la parte de abajo del título de Bakuman, casualmente se puede leer "RAKIIMAN", la misma pronunciación japonesa que se le da a Luckyman (ラッキーマン). A Moritaka, uno de los protagonistas de Bakuman, su compañero le suele llamar "Saiko" (サイコー), casualmente el mismo nombre que le da Luckyman a su patada especial.
- Datos: Q558858